# Hakataramea (rivière)
La rivière Hakataramea  (en anglais : Hakataramea River ) est un cours d’eau situé dans l’île du Sud de la Nouvelle-Zélande.

## Géographie
Elle s’écoule généralement en direction du sud à travers la vallée de Hakataramea, qui est séparée du  Bassin de Mackenzie  plus en dedans des terres par la chaîne de Kirkliston Range qui fait partie de la région de  Canterbury dans l’île du Sud de la Nouvelle-Zélande.
C’est un affluent majeur du fleuve Waitaki, qui s’écoule sur 70 km avant de rejoindre le fleuve Waitaki par le nord-est juste, au-dessous de la ville de Kurow, au niveau du village de Hakataramea.